# پیش‌درآمدها و رنگ‌ها
 پیش‌درآمدها و رنگ‌ها نام یک آلبوم موسیقی اثر علی‌اکبر شهنازی، هنرمند ایرانی است که در سبک سنتی تهیه شده و دارای ۲۱ آهنگ است.

## فهرست آهنگ‌ها
| ردیف | آهنگ                 |
| ۱    | دوضربی چهارگاه       |
| ۲    | پیش‌درآمد افشاری      |
| ۳    | پیش‌درآمد چهارگاه     |
| ۴    | رنگ ابوعطا           |
| ۵    | رنگ بیات اصفهان      |
| ۶    | رنگ چهارگاه          |
| ۷    | رنگ دشتی             |
| ۸    | رنگ ماهور            |
| ۹    | ضربی سه‌گاه           |
| ۱۰   | پیش‌درآمد ابوعطا      |
| ۱۱   | پیش‌درآمد بیات اصفهان |
| ۱۲   | پیش‌درآمد بیات ترک    |
| ۱۳   | پیش‌درآمد دشتی        |
| ۱۴   | پیش‌درآمد همایون      |
| ۱۵   | پیش‌درآمد ماهور       |
| ۱۶   | رنگ افشاری           |
| ۱۷   | رنگ بیات ترک         |
| ۱۸   | رنگ همایون           |
| ۱۹   | رنگ سه‌گاه            |
| ۲۰   | رنگ شور              |
| ۲۱   | پیش‌درآمد شور         |